# Băxani, Soroca
Băxani este un sat din raionul Soroca, Republica Moldova.
Între Băxani și Popeștii de Sus este amplasată rezervația naturală silvică Pădurea Băxani.

## Etimologie
Denumirea satului Băxani este un oiconim antroponimic, băxanii fiind la origine numele comun al locuitorilor „oameni de pe moșia (din satul) lui Băxan”.

## Istorie
Satul Băxani este atestat documentar pentru prima dată într-un uric emis de Ștefan cel Mare în anul 1471, prin care întărește slugii sale
Afanasie, fiul lui Gligorașco, satul Băxani cu case, mori și cu tot venitul:
„Din mila lui Dumnezeu, noi, Ștefan voievod, domn al Țării Moldovei. Facem cunoscut tuturor cu cartea noastră, cine o va vedea sau o va auzi citindu-se, că aceste adevărate slugi ale noastre credincioase Aftanasie, fiul lui Gligorașco Hreapco, și Ioan, fiul lui Diordie Șelum din satul Bacsani, care este în ținutul Soroca, ne-au slujit drept și credincios. De aceea, noi, văzând slujba lor dreaptă și credincioasă către noi, i-am miluit deosebit din mila noastră, le-am dat și le-am întărita ocina lor din toată votcina satului Poiana, care este pe râul Nistru, în ținutul Soroca, unde au fost și casele bunicilor lor, și grădinile și pădurea, care să le fie de la noi uric, cu tot venitul, de jur împrejur, lor, copiilor lor, nepoților lor și strănepoților, răstrănepoților lor, răsrăstranepoților lor, întregului lor neam, care va fi cel mai apropiat din neamul lor.

...

Iar pentru mai mare putere a celor mai sus-scrise, am poruncit credinciosului nostru boier, marelui pan Tomeailo Thepiul, să serie și să atârne pecetea noastră de această carte a noastră.

A scris Vlaseian Harenco diac, la Suceava, în anul 6979 <1471>, luna iulie, 7 zile”

## Demografie

### Structura etnică
Structura etnică a satului conform recensământului populației din 2004:
| Grup etnic         | Populație | % Procentaj |
| ------------------ | --------- | ----------- |
| Moldoveni / Români | 906       | 99,01%      |
| Ucraineni          | 5         | 0,55%       |
| Ruși               | 4         | 0,44%       |
| Total              | 915       | 100%        |

## Administrație și politică
Componența Consiliului local Băxani (9 consilieri), ales la 5 noiembrie 2023, este următoarea:
|  | Partid                                       | Consilieri | Componență | Componență | Componență | Componență | Componență |
|  | -------------------------------------------- | ---------- | ---------- | ---------- | ---------- | ---------- | ---------- |
|  | Partidul Socialiștilor din Republica Moldova | 5          |            |            |            |            |            |
|  | Partidul Acțiune și Solidaritate             | 2          |            |            |            |            |            |
|  | Partidul Social Democrat European            | 2          |            |            |            |            |            |

## Personalități
- Emanuil Gavriliță